# Scoloplax baskini
Scoloplax baskini és una espècie de peix de la família Scoloplacidae i de l'ordre dels siluriformes.

## Morfologia
- Els mascles poden assolir 1,6 cm de longitud total.
- Nombre de vèrtebres: 25-27.[5]

## Hàbitat
És un peix d'aigua dolça i de clima tropical.

## Distribució geogràfica
Es troba a Sud-amèrica: riu Aripuanã (afluent del riu Madeira al Brasil).